# بروکسل‌سازی

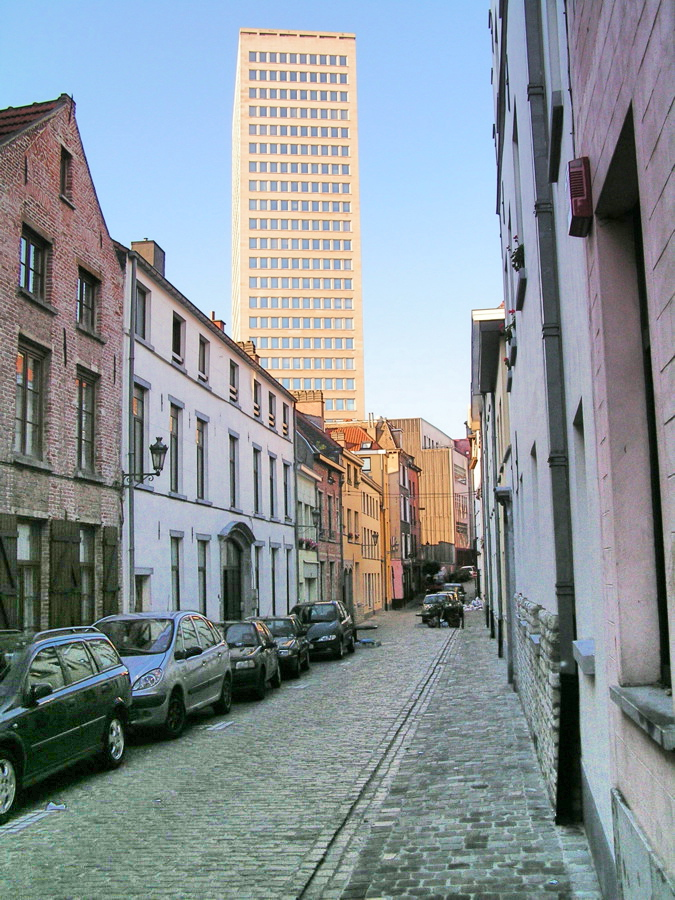
در بروکسل بسیاری از بناهای تاریخی تخریب و بناهای مدرن عمومی جایگزین آن‌ها شده‌است.

بروکسل‌سازی در برنامه‌ریزی شهری به معنای ساخت بی‌رویه و غافلانه ساختمان‌های مدرن بلندمرتبه در محله‌های آرام است و به عنوان واژه‌ای برای «توسعه و بازتوسعه شهری تصادفی» تبدیل شده‌است.
این مفهوم در هر جایی که توسعه آن از الگوی توسعه بی‌رویه بروکسل در دهه‌های ۱۹۶۰ و ۱۹۷۰ پیروی می‌کند، استفاده می‌شود. عدم وجود مقررات منطقه‌بندی و رویکرد سله-فر مقامات شهری در برنامه‌ریزی شهری بروکسل باعث این رخداد شد.   